# 2-Pirona
La 2-pirona (α-pirona o piran-2-ona) es un compuesto insaturado heterocíclico. Puede ser considerado químicamente como un derivado del pirano o una lactona insaturada de cinco carbonos. Es utilizada en síntesis orgánica como precursor de diversos compuestos.

## Síntesis
Las 2-pironas se pueden sintetizar por diversos métodos:
- Por descarboxilación del ácido cumálico, sintetizado a partir del tratamiento del ácido málico en ácido sulfúrico caliente:[3]

- Por condensación de alquinil cetonas con aniones del malonato de etilo:[4]

- Por una reacción de Prins entre el ácido buten-3-enoico con lactonización subsecuente, en donde primero se obtiene 5,6-dihidro-2-pirona. Esta es bromada con NBS en posición alílica, para después eliminar ácido bromhídrico:[5]

- Por esterificación de un 1,3-cetoaldehído en su forma de enol con un ácido dietoxifosfinilalcanoico. En el paso final se produce un cierre de anillo por una reacción de Horner-Wadsworth-Emmons intramolecular.[6]

## Reacciones

### Halogenación
La bromación se lleva a cabo por sustitución electrófila aromática en la posición 3 utilizando bromo y tetracloruro de carbono como solvente:

### Nitración
La nitración de la 2-pirona se lleva a cabo en la posición 5 utilizando tetrafluoroborato de nitroilo en presencia de nitrometano:

### Amonólisis
La 2-pirona reacciona con amoniaco acuoso para productir 2-piridinona:

### Reacciones pericíclicas
La 2-pirona puede reaccionar con un dienófilo para dar un aducto Diels-Alder en el cual, por extrusión de bióxido de carbono se pueden formar derivados del benceno (Con alquinos) o del ciclohexeno.
Se han reportado cicloadiciones intramoleculares durante la síntesis de vitaminas D.

### Alquilaciones y acilaciones
La síntesis de Gogte es un método de alquilación y acilación de 2-pironas, en donde se utilizan halogenuros de acilo en presencia de piridina.

## Presencia en la naturaleza
El sistema 2-pirona está presente en los bufanólidos y las kavalactonas.